# Anatolij Sergejevič Aleksandrov
Anatolij Sergejevič Aleksandrov (rusko Анатолий Сергеевич Александров), sovjetski general, * 20. november 1899, † 29. marec 1979.

## Življenjepis
Leta 1918 se je pridružil Rdeči armadi in v istem leti je končal artilerijski poveljniški tečaj v Sankt Petersburgu. Med rusko državljansko vojno je bil poveljnik voda, poveljnik artilerijske baterije, načelnik obveščevalne dejavnosti na Južni in Zahodni fronti. Do leta 1924 je nato služil v Moskvi, nakar pa je bil demobiliziran in je postal delavec v tovarni Rdeči arsenal.
Leta 1928 se je vrnil v Rdečo armado in leta 1932 je končal Vojaško-politično akademijo Lenin, nakar je bil premeščen na Vojaško akademijo za mehanizacijo in motorizacijo Rdeče armade; tu je bil šef šolskih enot, višji inštruktor in namestnik načelnika oddelka. Med letoma 1938 in 1947 je bil namestnik upravljalnega odbora Sveta ljudskih komisarjev, nadomestni član državnega obrambnega komiteja za strelivo, asistent namestnika predsednika Sveta ministrov Sovjetske zveze.
Med letoma 1947 in 1951 je bil namestnik načelnika Glavne administracije Sveta ministrov ZSSR, hkrati pa je bil eden od supeintendentov, zadolženih za sovjetsko jedrsko orožje.
Nato pa je bil do leta 1955 direktor Znanstvenega raziskovalnega inštituta za eksperimentalno fiziko Sovjetske zveze.

## Odlikovanja
- heroj socialističnega dela (29. oktober 1949)
- red Lenina (3x)
- red Kutuzova (2. in 3. stopnje)
- red rdeče delavske zastave (2x)
- Stalinova nagrada (3x)